# Jean de Labadie
Jean de Labadie (født 13. februar 1610, død 13. februar 1674) var en fransk mystiker og separatist.
Jean de Labadie blev født i Bourg sur Gironde i Guienne. Labadie var opdraget i den Romerskkatolske kirke og sluttede sig i sit 17. år til Jesuiterordenen. Han fik også som jesuit 1635 præstevielsen, men følte sig dog ikke rigtig hjemme her, hvorfor han 1639 trådte ud af den. 
Under sin følgende præstevirksomhed følte han sig kaldet til at reformere kirken. Han blev en stor folkeprædikant og talte navnlig om nødvendigheden af at læse Bibelen. Dette pådrog ham jesuitternes had og forfølgelser. Omsider trådte han da i Montauban den 16. oktober 1650 over til den reformerte kirke og blev 2 år efter præst sammesteds. 
Hans strenge ivren mod al slags verdslighed vakte misstemning hos adskillige, og i 1657 blev han fordrevet, og efter et kortere ophold i Orange, hvor han ligeledes vakte røre, kom han 1659 til Genève. Her virkede han i 7 år med stor kraft, men fandt dog ingen rigtig indgang for sine mystisk-asketiske ideer, hvorfor han 1666 modtog en kaldelse til den wallonske menighed i Middelburg i Holland. Men heller ikke her fandt han blivende sted; der opstod hårde stridigheder, som endte med, at Labadie med sine tilhængere 1669 udvandrede til Amsterdam.
Han var nu leder for en separatistisk menighed, og 1670 drog den videre med ham til Herford i Westfalen, hvor den under Beskyttelse af prinsesse Elisabeth af Pfalz i et par rolige år udfoldede sit ejendommelige liv, indtil den 1672 drog til Altona, dengang en del af Danmark-Norge. Her døde Labadie, men året efter, 1675, drog menigheden tilbage til Holland og nedsatte sig i Wieuwerd i Friesland. Her blev den til 1732, men sygnede hen, og det sidste spor af den forsvandt 1744. 
Labadie, hvis fromhed stedse beholdt et romerskkatolsk præg af mystisk kontemplation, måtte inden for den reformerte Kirke blive separatist, thi hans reformationstanker løb ud i oprettelsen af en fra den formentlig verdsliggjorte kirke afsondret menighed af lutter hellige. En sådan menighed, der bl.a. efter den ældste kirkes mønster indførte ejendomsfællesskab, kunne selvfølgelig ikke bestå i længden, og Labadie, der vistnok var en alvorlig og i hvert fald en meget betagende, om end noget herskesyg personlighed, kom også ind på adskillige sværmeriske og uholdbare teorier. 
Blandt hans tilhængere må særlig nævnes den lærde og i sin tid berømte Anna Marie von Schurmann og Peter Yvon, der ledede menigheden efter Labaides død. Labadie var en af pietismens vigtigste forløbere; Philipp Jacob Spener var således blevet meget påvirket af ham under hans ophold i Genève.